# Parafia bł. Honorata Koźmińskiego w Mrągowie
Parafia błogosławionego Honorata Koźmińskiego – rzymskokatolicka parafia w Mrągowie, należąca do archidiecezji warmińskiej i dekanatu Mrągowo. Została utworzona 1 grudnia 1988. Kościół parafialny mieści się przy ulicy Olsztyńskiej.

## Historia parafii
Wskutek powiększającej się liczby mieszkańców miasta i rozbudowy budowy nowych osiedli, ksiądz Abp. Metropolita Warmiński Edmund Piszcz postanowił utworzyć nową parafię. Zadanie to powierzył ks. Henrykowi Darasewiczowi. Parafia pw. błogosławionego Honorata Koźmińskiego powstała 13 października 1988 roku. Była to druga parafia rzymskokatolicka w mieście. Jej obszar wydzielono z parafii św. Wojciecha. Do lipca 1996 nabożeństwa odbywały się w tymczasowej kaplicy. W tym czasie oddano do użytku kościół w stanie surowym. Konsekracja odbyła się 13 października 1999 roku. Dokonał jej arcybiskup Edmund Piszcz. Za czasów następnego proboszcza, ks. Józefa Leonowicza rozpoczęto budowę parkingu i chodnika z kostki polbrukowej wokół kościoła, oświetlenia, zagospodarowano trawniki, zamontowane zostało ogrzewanie. Zmiana kolorystyki wnętrza i odnowienie elewacji wieży świątyni to już inwestycja kolejnego proboszcza, ks. Andrzeja Trejnowskiego.

## Liczebność i zasięg parafii
Do parafii należą: ul. Piaskowa, MC Skłodowskiej, Szkolna, Brzozowa, Kolejowa, Rynkowa,Osiedle Brzozowe, Parkowe; cała część miasta na zachód od torów kolejowych: ul. Torowa, Jana Kochanowskiego, Krasińskiego, Orzeszkowej, Olsztyńska, Lubelska, Przemysłowa, Bukowa, Lipowa, Klonowa, Długa, Towarowa; a także miejscowości położone na zachód od Mrągowa: Karwie, Marcinkowo, Bagienice Małe, Bagienice i Bagienice Nowe.

## Duszpasterze
Proboszczowie parafii:
- ks. Henryk Darasewicz (1988 - 2001),
- ks. Józef Leonowicz (2001 - 2004),
- ks. Andrzej Trejnowski (2004 - 2012),
- ks. Norbert Bujanowski (2012 - 2015),
- ks. Janusz Piaskowski (2015 - do chwili obecnej).